# Hurikán Ida
Hurikán Ida byl druhý nejsilnější hurikán, který zasáhl pobřeží amerického státu Louisiana u Mexického zálivu. Nejvyšší intenzity dosáhl 29. srpna 2021, když síla větru 240 km/h byla podobná jako u hurikánu Last Island v roce 1856 nebo Laura v roce 2020.
Tropická cyklóna vznikla z tropické vlny, kterou Národní středisko pro hurikány (NHC) poprvé monitorovalo 23. srpna, přesunula se do Karibského moře a 26. srpna se vyvinula v tropickou bouři. Dne 27. srpna se Ida stala hurikánem 1. kategorie v pětibodové škále a následujícího dne rychle sílila a 28. srpna se stala hurikánem 2. kategorie. Ida dále zesílila na hurikán 3. kategorie 29. srpna a během jedné hodiny se stala prvním hurikánem 4. kategorie této sezóny.
V souvislosti s hurikánem zemřelo 14 lidí, z toho 7 v New Yorku, 3 v Louisianě, 2 v Mississippi, 1 v Marylandu a 1 v New Jersey. Přes 1,1 milionu domácností a firem ve státech Louisiana a Mississippi přišlo o elektrický proud a o 94 % poklesla produkce ropy a zemního plynu na pobřeží Mexického zálivu. Slábnoucí hurikán pokračoval přes území USA severovýchodním směrem. Město New York bylo 1. září zasaženo přívalovým deštěm, který zaplavil metro. Vzniklé tornádo ničilo domy v New Jersey.
Hurikán Ida přišel 16 let od ničivého hurikánu Katrina, který si v srpnu 2005 vyžádal přes 1 800 obětí.